# Roc des Tours
Le roc des Tours, culminant à 1 994 mètres d'altitude, est un sommet de la chaîne du Bargy, dans le massif des Bornes, dans le département de la Haute-Savoie.

## Géographie

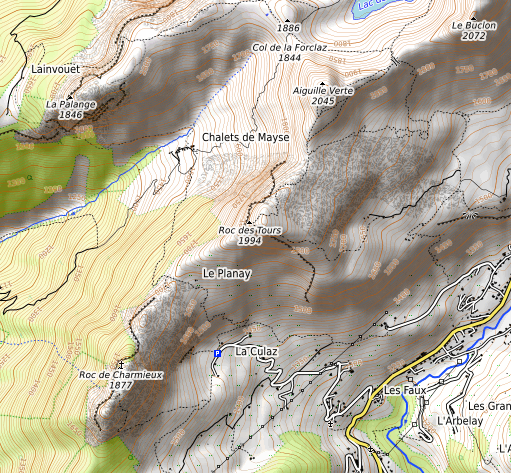
Carte topographique.

Le roc des Tours domine le hameau du Chinaillon et le plateau de Samance situés à l'est et les chalets de Mayse au-dessus du village d'Entremont situés au nord-ouest. Il se prolonge au sud-ouest par le roc de Charmieux, extrémité méridionale de la chaîne du Bargy. 
Le roc des Tours, de forme rectangulaire, est orienté selon un axe nord-est-sud-ouest et incliné vers l'est. Il est délimité sur trois de ses côtés (au nord-ouest, sud-ouest et sud-est) par des falaises. Le point culminant se situe à l'angle ouest de la montagne.
La montagne est constituée d'une dalle de calcaire blanc urgonien, l'érosion ayant sculpté ses pentes en formant un vaste lapiaz.

## Accès
Le sommet est accessible par un unique sentier de randonnée empruntant la crête nord-est en provenance du petit col séparant le roc des Tours de l'aiguille Verte située au nord-est.  Le sentier traverse le lapiaz. Le roc des Tours est également accessible l'hiver en ski de randonnée. 
Des voies d'escalade se trouvent dans la falaise sous le sommet.

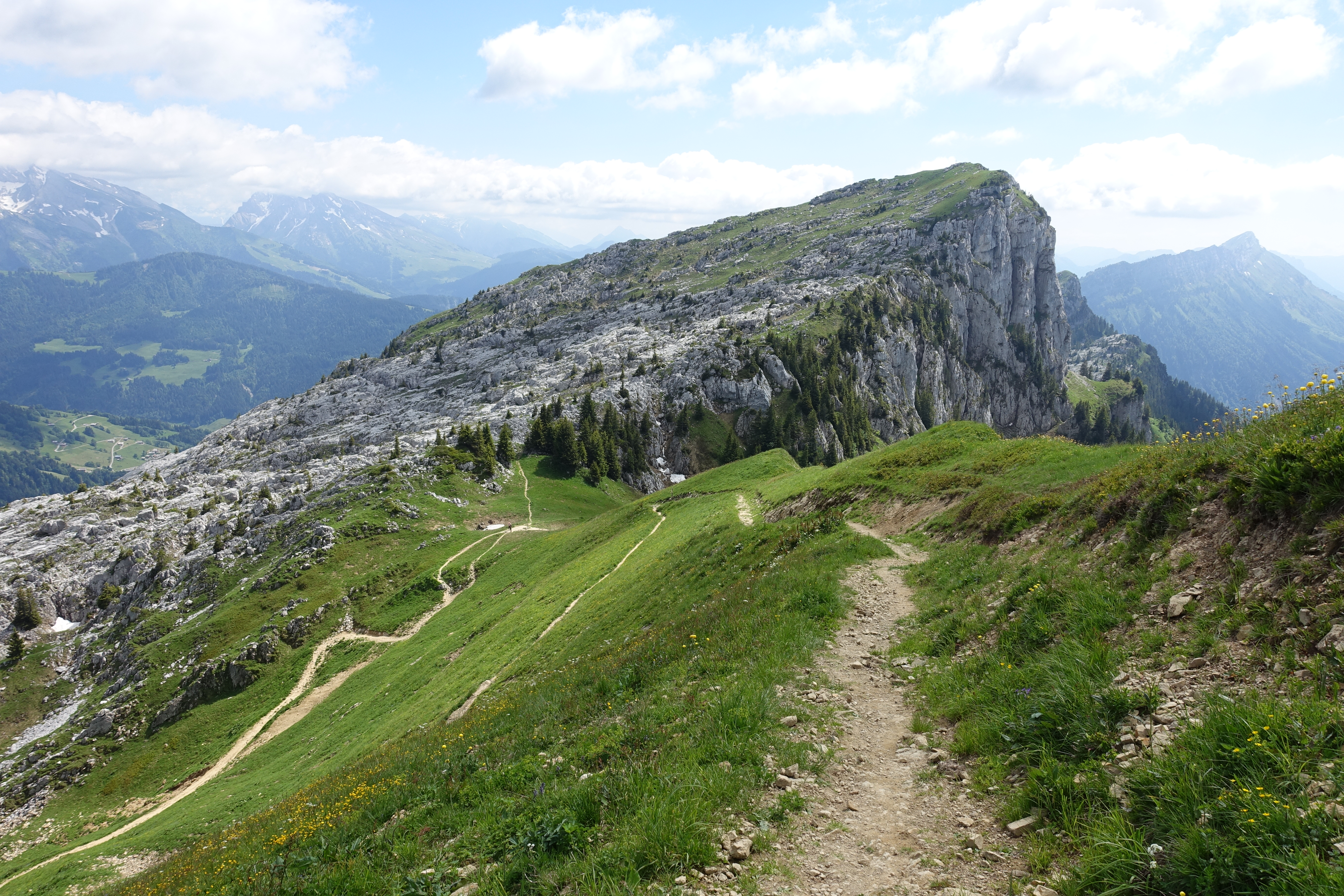
Le roc des Tours vu depuis le sentier menant à l'aiguille Verte au nord-est.

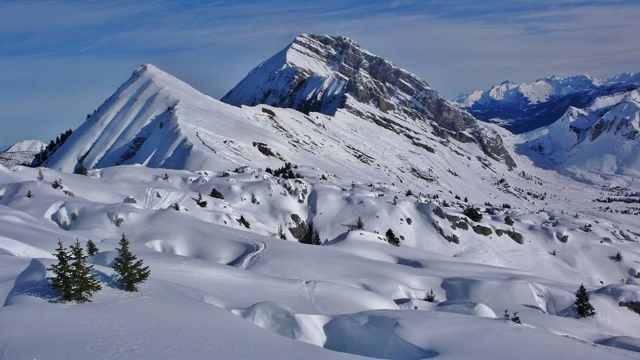
Paysage enneigé du roc des Tours en direction du nord-est avec l'aiguille Verte (à gauche), le pic de Jallouvre (au centre) et le col de la Colombière (à droite).